# سكوت منج
سكوت منج (بالإنجليزية: Scott Minnich)‏ هو أستاذ مشارك في علم الأحياء المجهرية في جامعة أيداهو، وزميل في مركز العلوم والثقافة التابع لمعهد ديسكفري، حيث أنه من دعاة التصميم الذكي، ويدعم أطروحة مايكل بيهي عن «التعقيد غير القابل للاختزال» في سياط البكتيرية كدليل على التصميم الذكي. وشهد في صالح المتهمين في كيتسميلر ضد مدارس منطقة دوفر.